# Mangan(III)-oxid
Mangan(III)-oxid ist ein Oxid des Mangans. In der Natur ist Mangan(III)-oxid als seltenes Mineral Bixbyit-(Mn) bekannt.

## Gewinnung und Darstellung
Es entsteht zum Beispiel in Zink-Braunstein-Zellen bei deren Entladung:
{\displaystyle \mathrm {Zn+2\ MnO_{2}+H_{2}O\longrightarrow Zn(OH)_{2}+Mn_{2}O_{3}} }
Mangan(III)-oxid entsteht auch bei der Zersetzung von Mangan(IV)-oxid (MnO2 bei Temperaturen über 535 °C).
Bei der Umsetzung einer Lösung von Mangansulfat-Tetrahydrat mit Wasserstoffperoxid und Ammoniak bei Raumtemperatur erhält man γ-MnO(OH) (Manganit). Aus diesem kann durch vorsichtige Entwässerung im Vakuum bei 250 °C γ-Mangan(III)-oxid erhalten
werden.
{\displaystyle \mathrm {2\ MnSO_{4}\cdot 4\ H_{2}O+H_{2}O_{2}+\ 4\ NH_{3}\longrightarrow } }{\displaystyle \mathrm {\ 2\ MnO(OH)+\ 2\ (NH_{4})_{2}SO_{4}+\ 6\ H_{2}O} }

## Eigenschaften
Mangan(III)-oxid ist ein nicht brennbarer schwarzer geruchloser Feststoff, der praktisch unlöslich in Wasser ist. Er zersetzt sich bei Erhitzung über 940 °C. Das in der Natur nicht vorkommende γ-Mn2O3 besitzt eine tetragonale Kristallstruktur mit der Raumgruppe I41/amd (Nr. 141) (a = 577 pm, c = 944 pm). Es wandelt sich bei 500 °C in 48 Stunden, bei Raumtemperatur in einem Jahr in die α-Form um. Diese hat bei Temperaturen über 29 °C eine kubische Bixbyit-Struktur mit der Raumgruppe Ia3 (Nr. 206) und darunter eine orthorhombische Struktur mit der Raumgruppe Pcab (Nr. 61, Stellung 2). Bei höheren Drücken existieren auch noch andere Modifikationen. So besitzt das bei Drücken über 28 GPa synthetisierbare δ-Mn2O3 eine Kristallstruktur vom  CaIrO3-Typ mit der Raumgruppe Cmcm (Nr. 63), ε-Mn2O3 eine Kristallstruktur vom Korund-Typ mit der Raumgruppe R3 (Nr. 148) und ζ-Mn2O3 eine verzerrte trikline Doppelperovskit-Struktur mit der Raumgruppe F1 (Nr. 2, Stellung 5).

## Verwendung
Mangan(III)-oxid wird als Ausgangsstoff zur Herstellung von Lithiummangan(III,IV)-oxid LiMn2O4 (Kathodenmaterial von Lithium-Ionen-Akkus) und als Pigment in Farbstoffen (färbt Glas z. B. braun) verwendet. Das Mischoxid mit Yttrium und Indium ergibt ein brillantes blaues Pigment, das YInMn-Blau. Die allgemeine Formel lautet YIn1-xMnxO3 Ist kein Mangan enthalten, ist das Oxid farblos, ist kein Indium enthalten, ist es schwarz.